# ديديه ثولوت
ديديه ثولوت (2 أبريل 1964

 في فيورز) (بالفرنسية: Didier Tholot)‏ لاعب كرة قدم فرنسي معتزل كان يجيد اللعب في مركز المهاجم وحاليا مدرب نادي الدرجة الممتازة سيون السويسري منذ 2009 .
لعب ثولوت في أندية طولون (1984-1987) نيور (1987-1990) رانس (1990-1991) سانت إتيان (1991-1993) مارتيغ (1993-1995) بوردو (1995-1997) سيون (1997-1999) والسول بالإعارة (1998) بازل (1999-2000) يونغ بويز (2000-2001) فيفي (2001-2003) سيون مجددا (2003-2004) .
تولى ثولوت تدريب أندية فيفي (2002-2003) سيون (2003-2004) ليبورن (2005-2008) ريمس (2008) .
ساهم ثولوت في تتويج نادي سيون ببطولة كأس سويسرا موسم 2008/2009 .

## روابط خارجية
- ديديه ثولوت على موقع رابطة كرة القدم الفرنسية للمحترفين (الإنجليزية)
- ديديه ثولوت على موقع قاعدة بيانات كرة القدم.إي يو (الإنجليزية)
- ديديه ثولوت على موقع كووورة